# Émile Bienaimé
Paul-Émile Bienaimé (* 6. Juli 1802 in Paris; † 17. Januar 1869 ebenda) war ein französischer Komponist.
Bienaimé besuchte die Schule der Kathedrale Notre Dame de Paris und studierte dann am Conservatoire de Paris bei Victor Dourlen und François-Joseph Fétis. 1825 gewann er mit einer vierstimmigen Fuge einen Kompositionswettbewerb der Schule, im Folgejahr mit der Kantate Herminie den deuxième Second Grand Prix de Rome.
1827 wurde Bienaimé als Nachfolger seines Lehrers Pierre Desvignes Kapellmeister an Notre Dame de Paris. Hier hatte er Gelegenheit, seine kirchenmusikalischen Werke aufzuführen, darunter 1830 ein Requiem mit großem Orchester zum Gedenken an Ludwig XVI. und Marie-Antoinette. 1828 gründete er mit dem Geiger François-Antoine Habeneck die Société des Concerts du Conservatoire, der er bis 1848 angehörte. An zahlreichen Aufführungen der Gesellschaft wirkte er als Sänger mit.
Nach der Julirevolution 1830 wurde seine Lehrstelle an Notre Dame abgeschafft, und er widmete sich ganz der Lehrtätigkeit am Conservatoire, wo er bereits seit 1825 unterrichtete. Er war zunächst Repetitor in einer Solfège-Klasse und wurde 1834 zum Professor ernannt. 1864 zog er sich von der Lehrtätigkeit am Conservatoire zurück.
Neben kirchenmusikalischen Werken, darunter mehreren Messen, komponierte Bienaimé eine Ouvertüre für großes Orchester und verfasste mehrere musikpädagogische und -wissenschaftliche Schriften.

## Schriften
- Cinquante études d’harmonie pratique, Paris 1844
- École de l’harmonie moderne
- Claude Montal, facteur de pianos (aveugle), sa vie et ses travaux (in Zusammenarbeit mit Pierre Armand Dufau), Paris 1857
- Histoire du piano depuis son origine jusqu’à nos jours

| Personendaten    | Personendaten                             |
| ---------------- | ----------------------------------------- |
| NAME             | Bienaimé, Émile                           |
| ALTERNATIVNAMEN  | Bienaimé, Paul-Émile (vollständiger Name) |
| KURZBESCHREIBUNG | französischer Komponist                   |
| GEBURTSDATUM     | 6. Juli 1802                              |
| GEBURTSORT       | Paris                                     |
| STERBEDATUM      | 17. Januar 1869                           |
| STERBEORT        | Paris                                     |